# Tajnik (otok)
Koordinati:   42°47′30″N, 17°23′56″E
Tajnik je majhen  hrvaški nenaseljen otoček v Jadranskem morju. 
Tajnik leži v Narodnem parku Mljet severno od otoka Mljeta, med otočkoma Moračnik in Kobrava, pred vhodom  v zaliv Luka Polače. Od naselja Polače je oddaljen okoli 1,5 km. Njegova površina meri 0,094 km². Dolžina obalnega pasu meri 1,34 km. Najvišji vrh je visok 58 mnm.